# Névtelen hősök
Névtelen hősök (Okända hjältar) är en opera av den ungerske kompositören Ferenc Erkel. Den hade urpremiär 1880.